# コスタ・デル・アサアール

スペインにおけるカステリョン県

コスタ・デル・アサアール（スペイン語: Costa del Azahar）は、スペイン・バレンシア州カステリョン県の海岸を指す。地中海のバレアレス海に面しており、120kmに渡って続いている。カステリョン県はオレンジの生産が盛んであり、Costa del Azaharとは「オレンジの花の海岸」を意味する。

## 定義
歴史的に、コスタ・デル・アサアールという単語はバレンシア州カステリョン県とバレンシア県の2県を中心とした海岸を指し、その最南端はアリカンテ県ハベア/シャビアのナウ岬、つまりバレンシア湾の沿岸全域を意味していた。しかし、近年にはバレンシア県の海岸を単独でコスタ・デ・バレンシア（スペイン語: Costa de Valencia）と呼ぶことが多く、コスタ・デル・アサアールという単語はカステリョン県の海岸のみを指すことが多い。

## 交通
コスタ・デル・アサアールに沿った道路としてはA-7号線とAP-7号線があり、カタルーニャ州タラゴナ県からカステリョン県を通ってバレンシア州バレンシア県バレンシアに至っている。コスタ・デル・アサアールに近い空港としてカステリョン＝コスタ・アサアール空港がある。

## 沿岸自治体

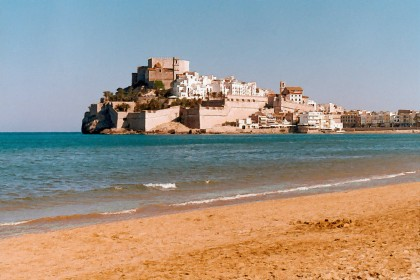
ペニスコラ

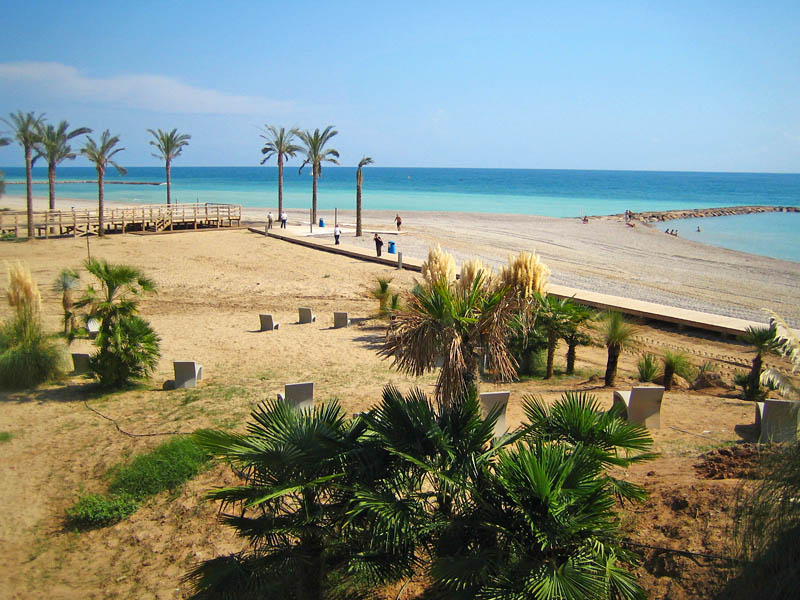
ベニカシム

- バレンシア州カステリョン県
  - ビナロス（英語版）
  - ベニカルロ
  - ペニスコラ
  - アルカラ・デ・チベルト（英語版）
  - トーレブランカ（英語版）
  - カバネス（英語版）
  - オロペサ・デル・マール（英語版）
  - ベニカシム（英語版）
  - カステリョン・デ・ラ・プラナ
  - アルマソーラ（英語版）
  - ボリアナ/ブリアナ
  - ヌーレス（英語版）
  - モノコファル（英語版）
  - チルチェス（英語版）
  - ラ・リョサ（英語版）
  - アルメナーラ（英語版）